# 7321-es mellékút (Magyarország)
A 7321-es számú mellékút egy bő tíz kilométeres hosszúságú, négy számjegyű mellékút Veszprém vármegye nyugati részén, a Tapolcai-medence északi határvidékén.

## Nyomvonala
A 7317-es útból ágazik ki, pontosan a 11. kilométerénél, Nyirád belterületén. Nyugat felé indul, Dózsa György utca néven, a falu templomát két oldalról kerüli meg, de az ellenirányú, a templomot délről megkerülő ág önkormányzati üzemeltetésű, ennélfogva számozatlan. Később inkább nyugat-délnyugat felé húzódik. 1,4 kilométer után kilép a község házai közül, 5,7 kilométer körül Deákipuszta mellett halad el, a 6,8. kilométere környékén pedig kiágazik belőle észak felé a 73 158-as számú mellékút, ami a Csabrendekhez tartozó, de a központtól jó 5 kilométerre keletre fekvő Darvastó és Nagytárkánypuszta településrészekre vezet (utóbbi központjában ér véget a számozása, 3,2 kilométer után, onnan csak mezőgazdasági útként vezet tovább Kistárkánypuszta, Csabpuszta és a település központja felé).
7,8 kilométer megtétele után lép át Sümeg területére, végül delta csomóponttal beletorkollik a 7319-es útba, annak 12+500-as kilométerszelvénye után. A deltának csak a nyugati ága viseli a 7321-es számot, amiről csak délnyugat (Sümeg) felé lehet továbbhaladni, illetve abba az irányba egyirányú, keleti ága (amely kétirányú, illetve mindkét irányba lehet ki lehet fordulni róla a 7319-esre) önállóan számozódik, a 73 802-es számozást viseli. Teljes hossza, az országos közutak térképes nyilvántartását szolgáló kira.gov.hu adatbázisa szerint 10,797 kilométer.